# Fattore di direttività
In acustica il fattore di direttività Q definisce la geometria di propagazione emessa da una sorgente sonora. In generale, si può parlare di propagazione sferica (Q=1), semisferica (Q=2), tra due piani (Q=4), fra tre piani (Q=8). 
È un parametro che va ad influenzare il livello d'attenuazione di una sorgente sonora.